# Godall
Godall és un municipi català de la comarca del Montsià. El nucli més antic de la població es va originar darrere de l'església i probablement a la zona de Vila-Llarga. Juntament amb els petits caserius confrontants, acabaria formant la població actual. A data de 2015 tenia 632 habitants.

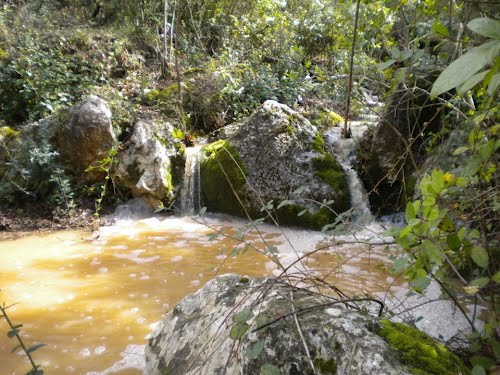
Barranc de la Caldera al seu pas per una zona de roures.

## Geografia
- Llista de topònims de Godall (Orografia: muntanyes, serres, collades, indrets..; hidrografia: rius, fonts...; edificis: cases, masies, esglésies, etc).

Està situat a 168 m d'altitud, en una fondalada solcada pel Barranc de la Caldera, que creua la població a través d'una volta subterrània. La seva superfície és de 33,62 km² i delimita al nord amb Masdenverge i La Galera, a l'est amb Freginals, i al sud/oest amb Ulldecona. El terme s'estén al mig de la comarca entre la Plana i la Serra de Godall.
El municipi comprèn, a més del poble de Godall, la masia i antic poble de Merades, del qual Madoz el 1847 parla com d'un poble destruït, situat al sud-oest del terme, prop de la carretera d'Ulldecona i l'antic lloc de Vallmesquida, al qual fou atorgada una carta de poblament el 1238 i que avui sembla força difícil de localitzar. Madoz ja no en parla i tampoc no és mencionat al cens de 1860.

### Límits
|                     | La Galera | Masdenverge |
| La Galera Ulldecona |           | Freginals   |
|                     | Ulldecona |             |

## Etimologia
El nom del poble prové segons autors de l'antropònim germànic Guadall o de l'àrab Udayl; més recentment, Pere Balañà ha proposat una derivació del mot àrab Gaddír (estany / bassa). Cal recordar però que godall vol dir també "porc petit", des que neix fins que el desmamen i el seu origen és desconegut. En la documentació antiga trobem Godai (segle XII) que és d'origen incert. El topònim de Godall apareix als documents antics de diverses maneres: Quodar, Godayr, Godayl, Goday i Gudal, la qual cosa demostra que el topònim era el mateix, i amb la mateixa pronúncia que l'actual.
Per una altra banda Joan Coromines proposa en el seu Onomasticon Cataloniae que Godall provingui d'un cognom català que faria referència a la procedència gòtica de l'amo de les terres posterior a la conquesta, atés que hom troba diversos masos com el Mas d'en Godall a Bulà d'Amunt, Can Godall a Prunet i Bellpuig i com a mínim 15 exemples més de noms similars. Coromines considera prova definitiva el fet que els hereus d'una Violant d'Homs i Goda fossin uns Godall, entenent que Godall vol dir "fill d'una Goda", de la mateixa manera que el cognom Comall vol dir nascut a una coma.

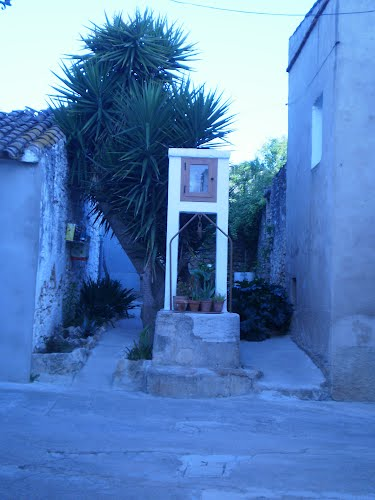
Pou de Sant Roc

## Cultura i festes
L'església parroquial del municipi està dedicada a Sant Salvador. És un edifici del gòtic tardà.
Per altra banda les celebracions del Carnestoltes (Carnaval) tenen una especial tradició al poble, ja que es mantenen des de fa més de cent anys. Durant aquestes dates se celebren balls de disfresses i batalles de farina.
Són festes locals el dia dels patrons Sant Salvador i Sant Roc, que coincideixen amb les festes majors. Godall disposa d'un pou dedicat al patró de Sant Roc, al carrer que en porta el mateix nom.
Quant a cultura, l'entitat amb més projecció de la vila, és sens dubte l'Agrupació Musical de Godall, associació creada el 1985 i que té uns 50 alumnes (dels quals una trentena formen part de la Banda de Música de Godall).
Festes
- Festa major, dedicada a Sant Salvador (agost)
- Carnaval de Godall (febrer)
- Fira de l'oli i l'espàrrec de Godall (segon cap de setmana de març). A la fira hi ha un recinte on hi ha diferents establiments, de menjar, ceràmica i d'informació de les penyes del poble. Fora s'hi poden trobar establiments de roba, llibres, joguines i de menja preparat com creps. I han diferents concursos com el de l'espàrrec més llarg, el de dibuix, el de qui porta més espàrrecs, etc. També hi han diferents conferències de diferents empreses: com la del iogurt tast, d'oli,etc.

## Economia
La principal activitat econòmica de Godall és l'agricultura, sent l'olivera el cultiu més destacat. Disposa de cooperativa agrícola. El sector però, ha patit davallades degut a la forta crisi econòmica. També destaca el cultiu de garrofers, ametllers, vinya i mandariners.
L'activitat ramadera havent superat uns anys de difícil subsistència sembla tornar a decantar a la part bona i s'observa una recuperació en la producció del sector porcí, conills, ovins, aviram, bòvids i cabrum.
Anteriorment existí al poble una indústria embotelladora de vi gasificat, de força producció, però que ocupava molt poca gent. També s'havien explotat pedreres en alguns llocs de la serra, s'extreu argila al lloc conegut com les Argiles per als terrissaires de la Galera. Als anys quaranta hi va haver un intent d'explotar una mina de carbó.

## Serra de Godall
La Serra de Godall és una alineació muntanyosa que s'alça majestuosament en el municipi de Godall i en petita part del terme d'Ulldecona i també de Freginals. En orientació NE-SO, paral·lela a la Serra del Montsià que segueix la línia del litoral. Es troba separada d'aquesta per la Foia d'Ulldecona. Té una elevació màxima de 397m a la Mola de Godall, i és un lloc on gaudir de la naturalesa en estat pur, visitant les fonts, coves, avencs, barraques de pedra... i gaudir del paisatge comarcal: els Ports, el Montsià, el delta de l'Ebre…
Cal destacar que a la Serra de Godall es troba la major concentració d'Art Rupestre Llevantí de tota Catalunya. També un arbre monumental com és la Farga de l'Arión (olivera mil·lenària), i un poblat ibèric.

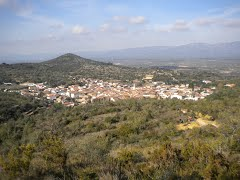
Vistes de Godall i el Coll de Vila-Llarga.

## Clima i Vegetació
La temperatura mitjana anual supera els 16 °C, si bé durant el mes de gener la mitjana oscil·la entre 7-10 °C i al juliol es superen els 24 °C.
Les precipitacions anuals solen variar entre 500-700 mm; la tardor és l'època de l'any amb un règim de pluges més important (200-250 mm) i l'estiu és l'estació més seca, ja que no es supera un règim pluviomètric de 100mm.
Com a vegetació, abunden els margallons, l'única palmera autòctona d'Europa, completen aquest paisatge altres arbustos, no menys representatius, com el romer, el timó o frígola, la matissa, bordissos, l'arítjol, l'esparreguera,... En conjunt, es pot parlar d'arbustos perennifolis, de fulles dures, petites i especialment adaptades a la sequedat.

## Llocs d'interès natural i turístic

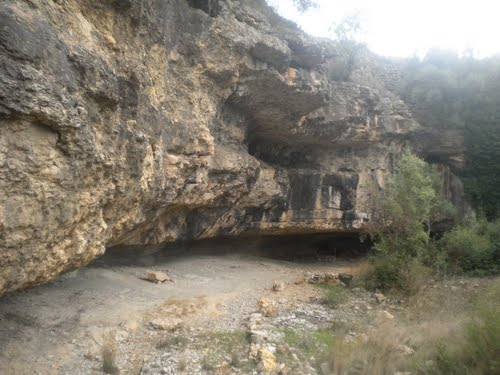
Cova de la Vila

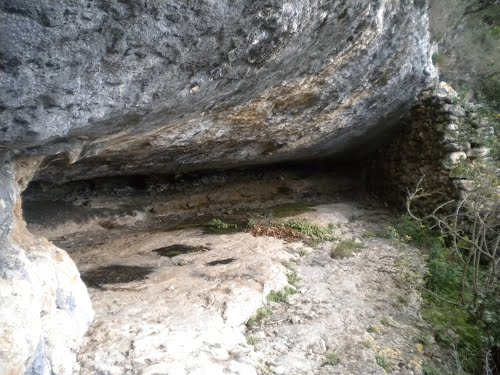
Cova d'en Panís

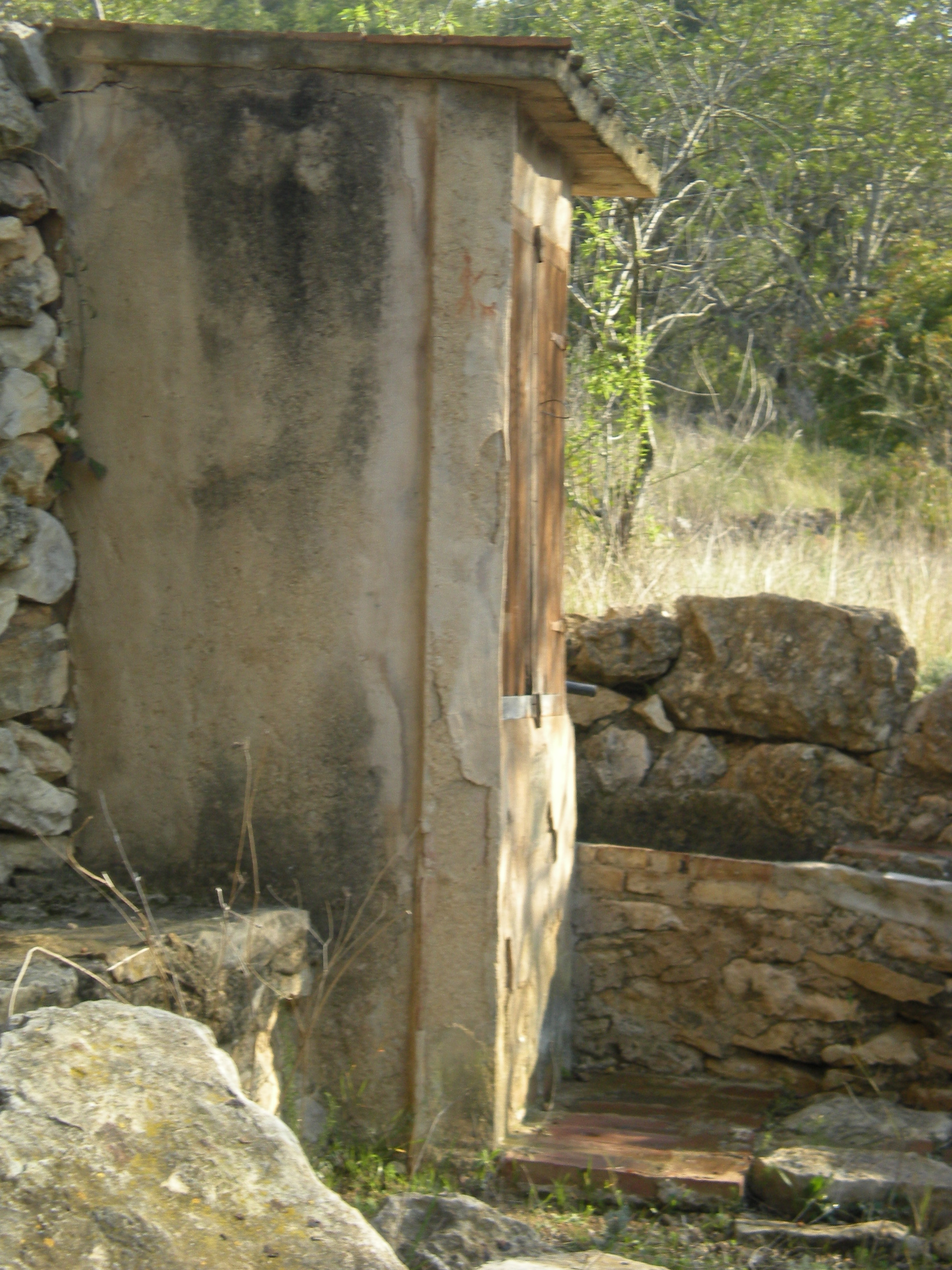
Imatge del Pou Pixador, a Godall

Godall té un gran patrimoni cultural:
- Centre històric de Godall
- Església del Salvador
- Plaça del Pou Bo
- Vila-Llarga
- Oliveres mil·lenàries

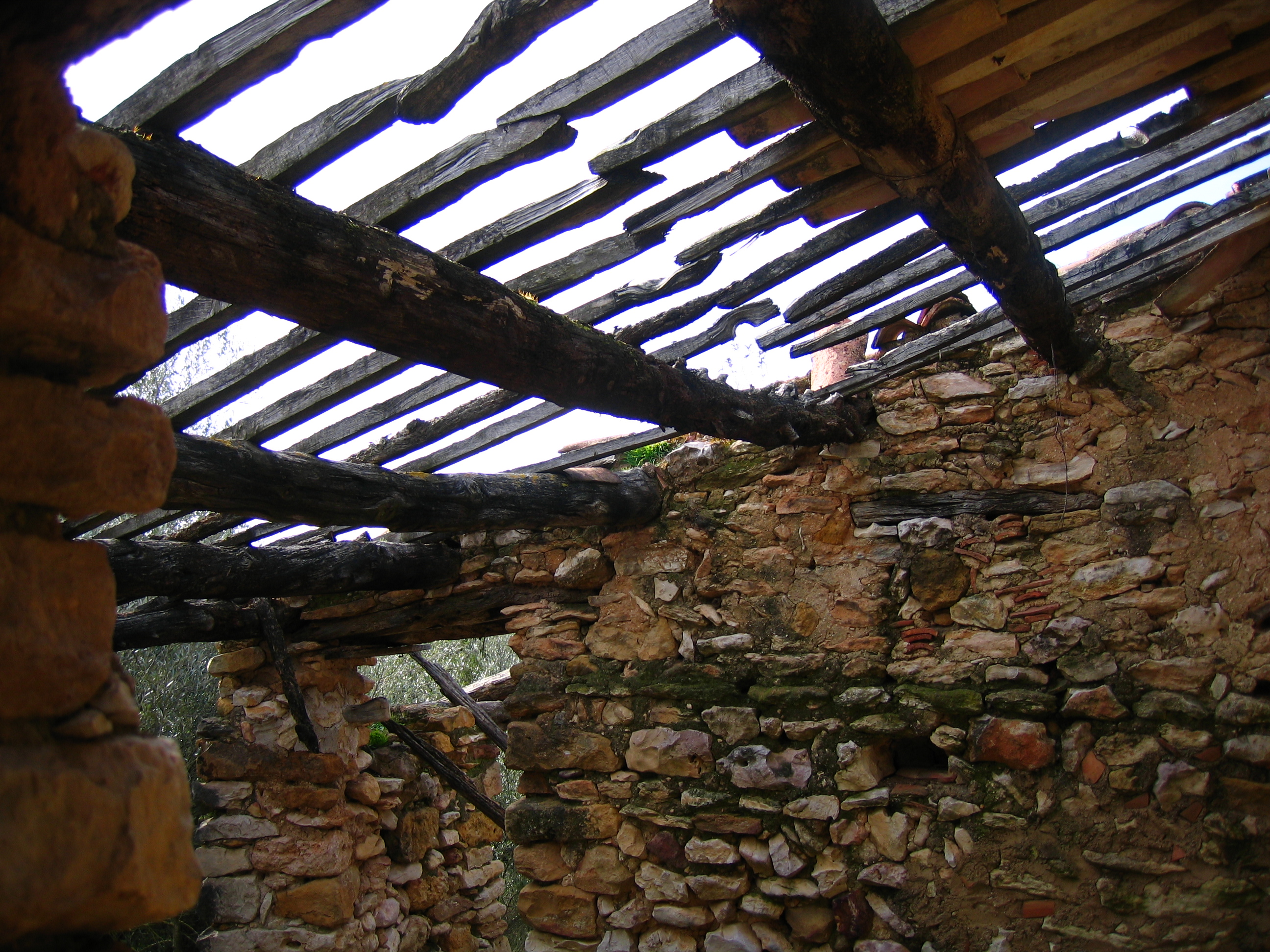
Runes de l'antic poble de Merades, municipi de Godall

- Merades (antic nucli de població de Godall)
- Cementiri vell
- Antigues pedreres de Godall
- Antiga mina de carbó de Godall

Pous
- Pou Bo
- Pou de Sant Roc
- Pou de Centelles
- Pou les Piques
- Pou del Carrascal
- Pou Pixador
- Pou de la Figuera
- Pou de Tosquella
- Pous del Raiget

Basses
- Bassa Alta
- Bassa de la Font de la Serra
- Bassa del Coll

Fonts naturals
- Font de l'Arboç
- Font de Cap d'Àsens
- Font de la Serra

Coves
- Cova del Salt o de la Sal
- Cova la Vila
- Cova d'en Panís

Miradors
- Mirador de Cap d'Àsens
- Mirador de la Foia
- Mirador Àrea de Medi Ambient
- Les Talaies

Masies

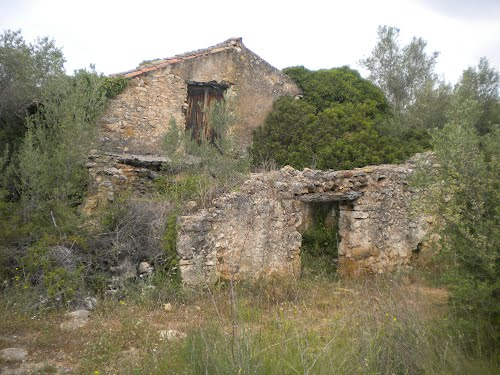
Mas d'Auberto

- Mas d'Auberto. És a 199 metres d'altitud, al sud del terme municipal en una fondalada solcada pel barranc de la Cova d'en Panís. 40° 38′ 14.98″ N, 0° 27′ 00.89″ E / 40.6374944°N,0.4502472°E

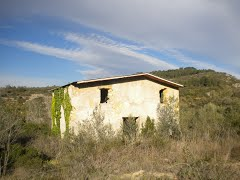
Mas de Patorrat

- Mas de Patorrat. Està situat a 234 metres d'altitud, a l'extrem sud del terme municipal, prop de la partió de terme amb Ulldecona. S'ubica en una zona arraconada anomenada Racó del Podrit, prop de la carretera TV-3313 que uneix Godall i Ulldecona. 40° 37′ 42.96″ N, 0° 26′ 46.81″ E / 40.6286000°N,0.4463361°E

A més es poden fer tres rutes de gran interès:
- Itinerari de les oliveres mil·lenàries
- Itinerari de la pedra en sec
- Itinerari per la Via Augusta

## Demografia
| 1497 f | 1515 f | 1553 f | 1717 | 1787 | 1857  | 1877  | 1887  | 1900  | 1910  |
| ------ | ------ | ------ | ---- | ---- | ----- | ----- | ----- | ----- | ----- |
| 16     | 13     | 16     | 162  | -    | 1.539 | 1.697 | 1.688 | 1.884 | 1.868 |

| 1920  | 1930  | 1940  | 1950  | 1960  | 1970 | 1981 | 1990 | 1992 | 1994 |
| ----- | ----- | ----- | ----- | ----- | ---- | ---- | ---- | ---- | ---- |
| 1.715 | 1.731 | 1.468 | 1.414 | 1.155 | 940  | 824  | 771  | 750  | 750  |

| 1996 | 1998 | 2000 | 2002 | 2004 | 2006 | 2008 | 2010 | 2012 | 2014 |
| ---- | ---- | ---- | ---- | ---- | ---- | ---- | ---- | ---- | ---- |
| 751  | 732  | 721  | 741  | 732  | 771  | 836  | 815  | 812  | 673  |

| 2016 | 2018 | 2020 | 2022 | 2024 | 2026 | 2028 | 2030 | 2032 | 2034 |
| ---- | ---- | ---- | ---- | ---- | ---- | ---- | ---- | ---- | ---- |
| 631  | 591  | 598  | 609  | 612  | -    | -    | -    | -    | -    |

## Política

### Eleccions municipals 2015
| Candidatura | Candidatura                          | Cap de llista    | Vots    | Regidors | % vots |
| ----------- | ------------------------------------ | ---------------- | ------- | -------- | ------ |
|             | AxG-Acord per Godall                 | Alexis Albiol    | 190     | 3        | 43.28  |
|             | Partit dels Socialistes de Catalunya | Teresa Esmel     | 178     | 3        | 40,55% |
|             | Partit Popular de Catalunya          | Francisco Aguiar | 64      | 1        | 14.58% |
| Total       | Total                                | votants          | votants | 7        |        |